# Fortuner Teich

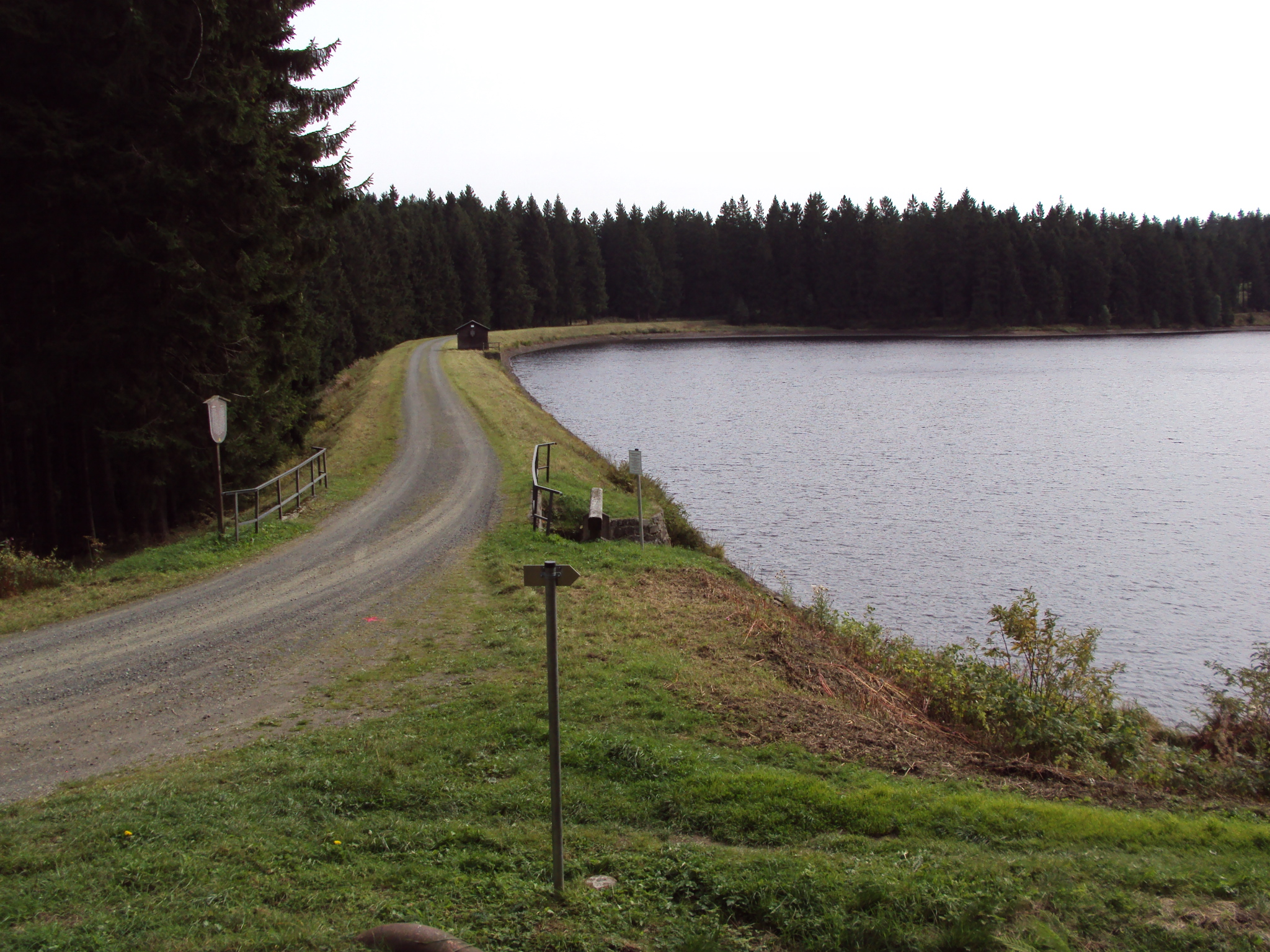
Blick auf den Damm des Fortuner Teiches von Westen

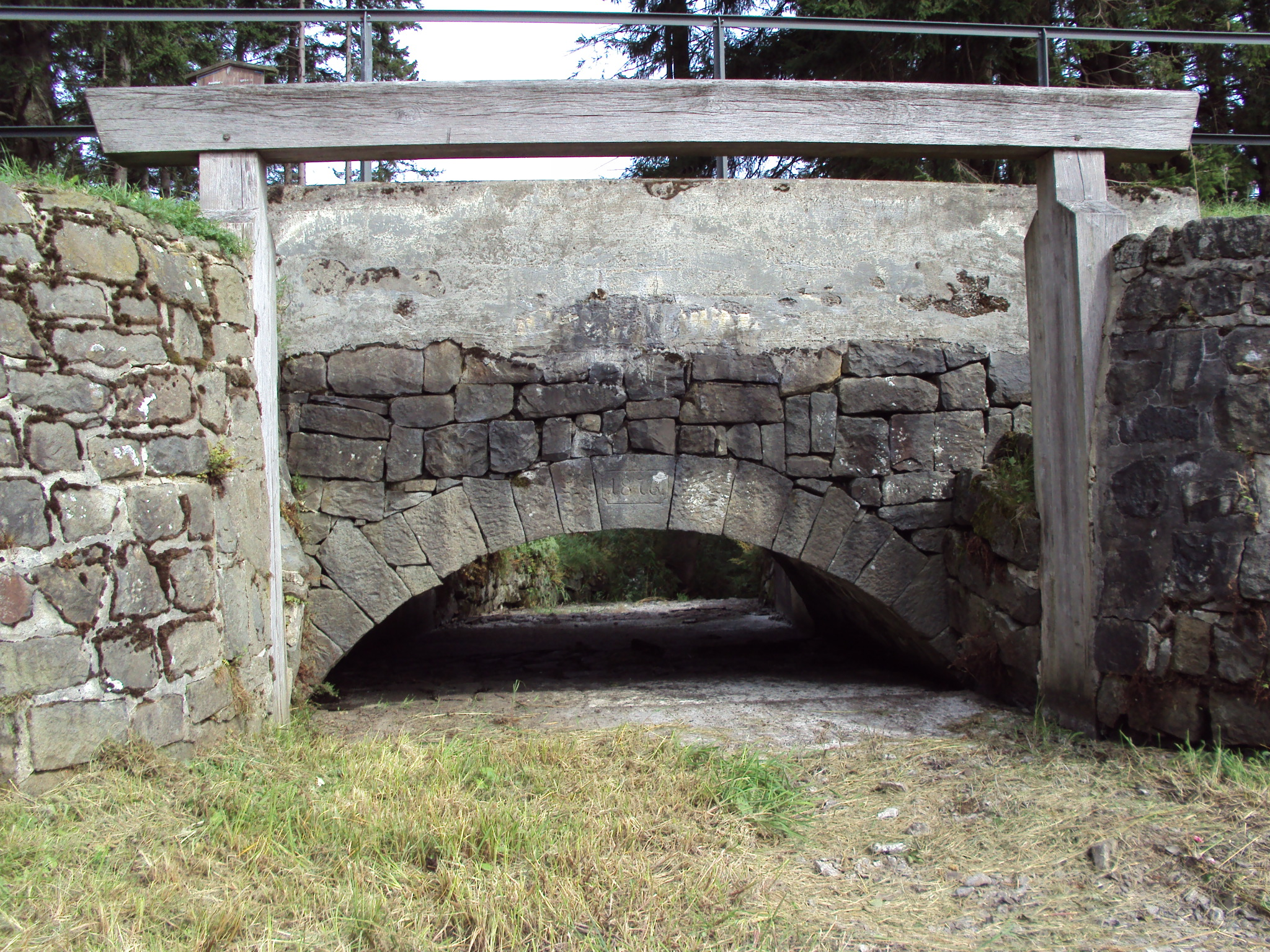
Brückengewölbe der Hochwasserentlastungsanlage Fortuner Teich.

Der Fortuner Teich ist eine historische Talsperre östlich von Clausthal-Zellerfeld. Er wurde im Zusammenhang mit dem Oberharzer Wasserregal von Oberharzer Bergleuten im 18. Jahrhundert in der heutigen Größe errichtet. Heute hat er noch eine bedeutende Funktion als Reserve-Trinkwasserteich für die Stadt Clausthal-Zellerfeld. Wie alle Bauwerke des Oberharzer Wasserregals ist auch der Fortuner Teich seit dem Jahr 2010 Bestandteil des UNESCO-Weltkulturerbes Bergwerk Rammelsberg, Altstadt von Goslar und Oberharzer Wasserwirtschaft.

## Lage
Der Fortuner Teich liegt etwa 3,5 Kilometer östlich von Clausthal-Zellerfeld. Oberhalb befindet sich der Jägersbleeker Teich, unterhalb geht das Wasser heute über das Hellertal in die nordöstlich gelegene Vorsperre der Okertalsperre. Entlang seines südlichen Ufers verläuft der Dammgraben, der das Einzugsgebiet ganz wesentlich prägt. Die Anlage ist nur zu Fuß über nicht öffentliche Straßen erreichbar; sie befindet sich 500 Meter südlich der K 38 Clausthal-Altenau. Das Polsterberger Hubhaus befindet sich etwa ein Kilometer südwestlich. Der WasserWanderWeg „Alter Dammgraben“ führt über den Damm.

## Beschreibung
Wie bei allen Oberharzer Teichen im Raum Clausthal-Zellerfeld wurde der Staudamm als Erdbauwerk, das heißt mit einer Erd- und Felsschüttung, erstellt. Dieses Dammschüttmaterial wurde örtlich gewonnen und ist von überwiegend steiniger Substanz. Verdichtungsarbeit wurde nicht durchgeführt, zumindest liegen darüber keine Abrechnungsunterlagen vor. Das erklärt auch, warum sich die so erstellten Dämme auch heute, nach mehr als 300 Jahren, immer noch um mehrere Millimeter im Jahr setzen. Der Fortuner Teich ist eine Anlage der „Neuen Bauart“, das heißt, seine Dichtung befindet sich in Dammmitte und besteht aus Rasensoden. Sein Grundablass (Striegel) ist als Vertreter der neuen Bauweise mit einem Striegelschacht konstruiert. Das Rohr ist noch als historisches Holzgerenne gestaltet.
Das Absperrbauwerk gehört mit seiner Breite, seiner Höhe und 310 Metern Länge zu den Staudämmen mit der höchsten Dammkubatur im Bereich der Oberharzer Teiche. Eine weitere Besonderheit ist der in Rundform sorgfältig aus Grauwackesteinen gemauerte Striegelschacht, eine besonders beständige Bauform, die bei den Kunstteichen im Oberharz einmalig ist. Die Hochwasserentlastungsanlage (Ausflut) zeigt sich wasserseitig als Gewölbebrücke aus Grauwacke, luftseitig hat man später die Überfahrt verbreitert in Form eines Betonbauwerkes. Der Schlussstein des Grauwackegewölbes ist mit der Jahreszahl „1876“ versehen und weist vermutlich auf das Baujahr das Gewölbes hin.

## Funktion
Der Kunstteich versorgte zunächst die Poch- und Hüttenwerke im Polstertal und in Altenau, spielte später aber auch eine wichtige Rolle bei der Versorgung der Polsterberger Hubkunst mit Aufschlagwasser: Über den Fortuner Graben wurde das Wasser dem Oberen Kunstrad der Polsterberger Hubkunst zugeführt. Die Zulaufsituation des Fortuner Teiches wird stark geprägt vom Dammgraben, der unmittelbar an der Stauwurzel verläuft und bei Niedrigwasser die Zuflüsse im Wesentlichen am Fortuner Teich vorbeileitet. Dennoch gibt es oft genug Phasen, in denen der Dammgraben-Fehlschlag überläuft, so dass der Fortuner Teich ausreichend versorgt wird.

## Stauraum
Bei entleertem Teich finden sich im Stauraum im Tal zum Jägersbleeker Teich Reste eines kleineren Vorgängerdammes, der mit dem Bau des alles überstauenden Fortuner Teiches obsolet geworden ist. Es finden sich des Weiteren etwas wasserseitig des Dammfußes Reste einer Wasserentnahme der Rüstungsfabrik Werk Tanne. Das Wasser floss über einen Stollen in einen nördlich des Dammes gelegenen Schacht, von wo es in das nahegelegene Werk gepumpt werden konnte. Bis 1976 konnte das Wasser des Teiches aus der Striegelwiderwaage des Grundablasses entnommen und mittels Pumpwerk und Leitung in den Dammgraben gepumpt werden, um es im Kraftwerk Wilhelmschacht zu verstromen. Das Pumpenhaus wird heute noch genutzt, um über eine Leitung der Stadtwerke Clausthal-Zellerfeld GmbH im Bedarfsfall Wasser in den Hirschler Teich zur Trinkwasserversorgung zu pumpen. Dies findet aber nur noch im Ausnahmefall statt. Im Stauraum und in der Nähe des Teichdammes finden sich auch noch Bombentrichter aus dem Zweiten Weltkrieg, auch der Damm wurde seinerzeit getroffen. Dieser Luftangriff am 7. Oktober 1944 galt dem nur 500 Meter weiter nordöstlich gelegenen Werk Tanne.

## Sonstiges
Die letzte vollständige Entleerung des Stauraumes erfolgte aufgrund von Reparaturarbeiten am Grundablass und am Siebkasten im Jahr 2013. 2014 fanden Reparaturarbeiten am Striegelhaus statt.
Baden ist im Fortuner Teich aufgrund seiner Funktion als Reservetrinkwasserteich verboten. Die Angelfischerei ist gestattet, Pächter ist eine Gemeinschaft Oberharzer Angelvereine.
Mit seiner Dammhöhe von über 15 Meter und seinem Stauvolumen von 296.000 m³ gehört der Fortuner Teich zu den „Großen Talsperren“. Von den 65 Teichen des Oberharzer Wasserregals zählen nur fünf Anlagen dazu, weil die meisten Oberharzer Staudämme keine Bauhöhe von 15 Metern erreichen.
Betreiber des Fortuner Teiches sind seit 1991 die Harzwasserwerke.

## Bilder

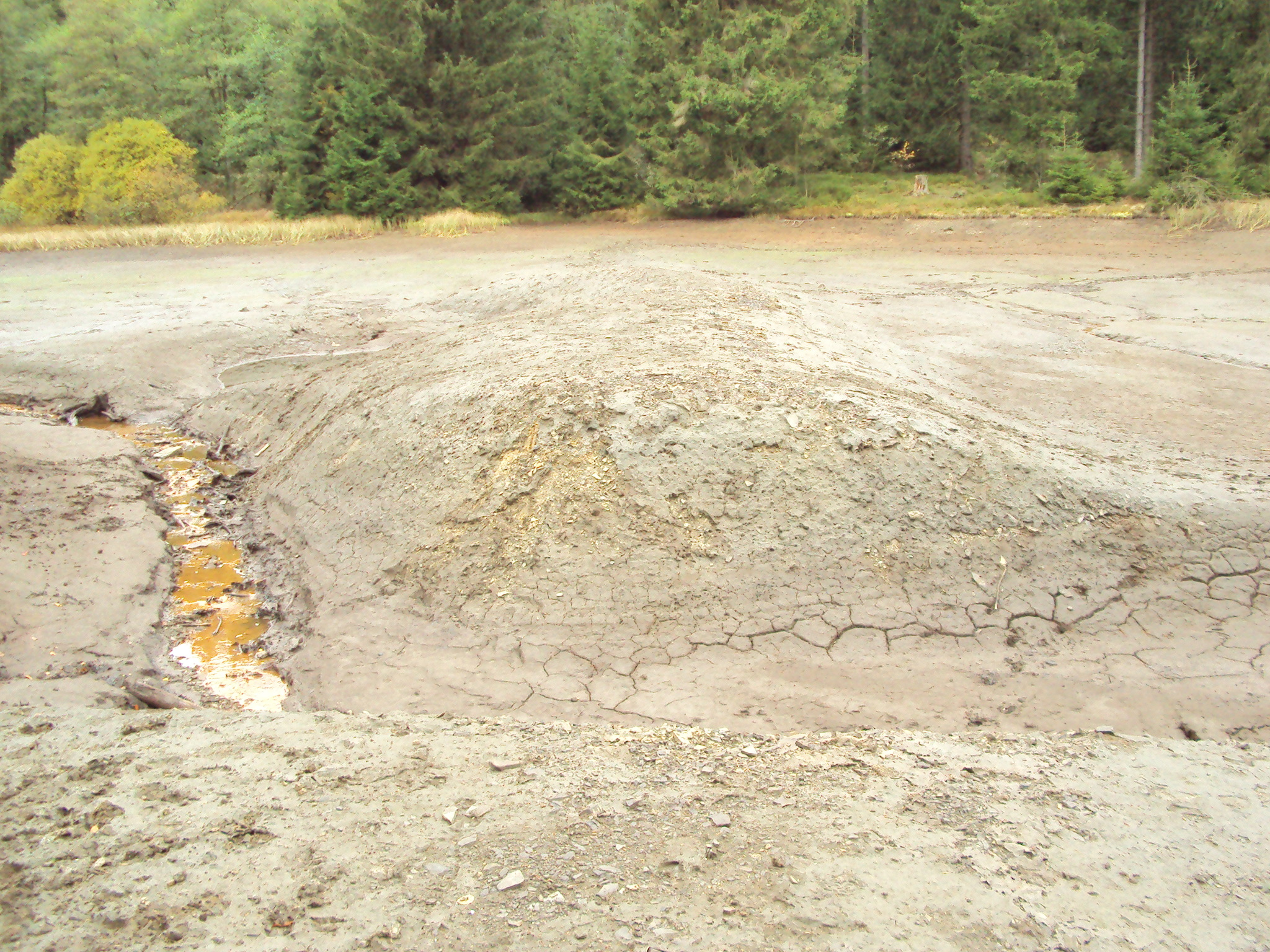
Historischer Damm im Stauraum des Fortuner Teiches
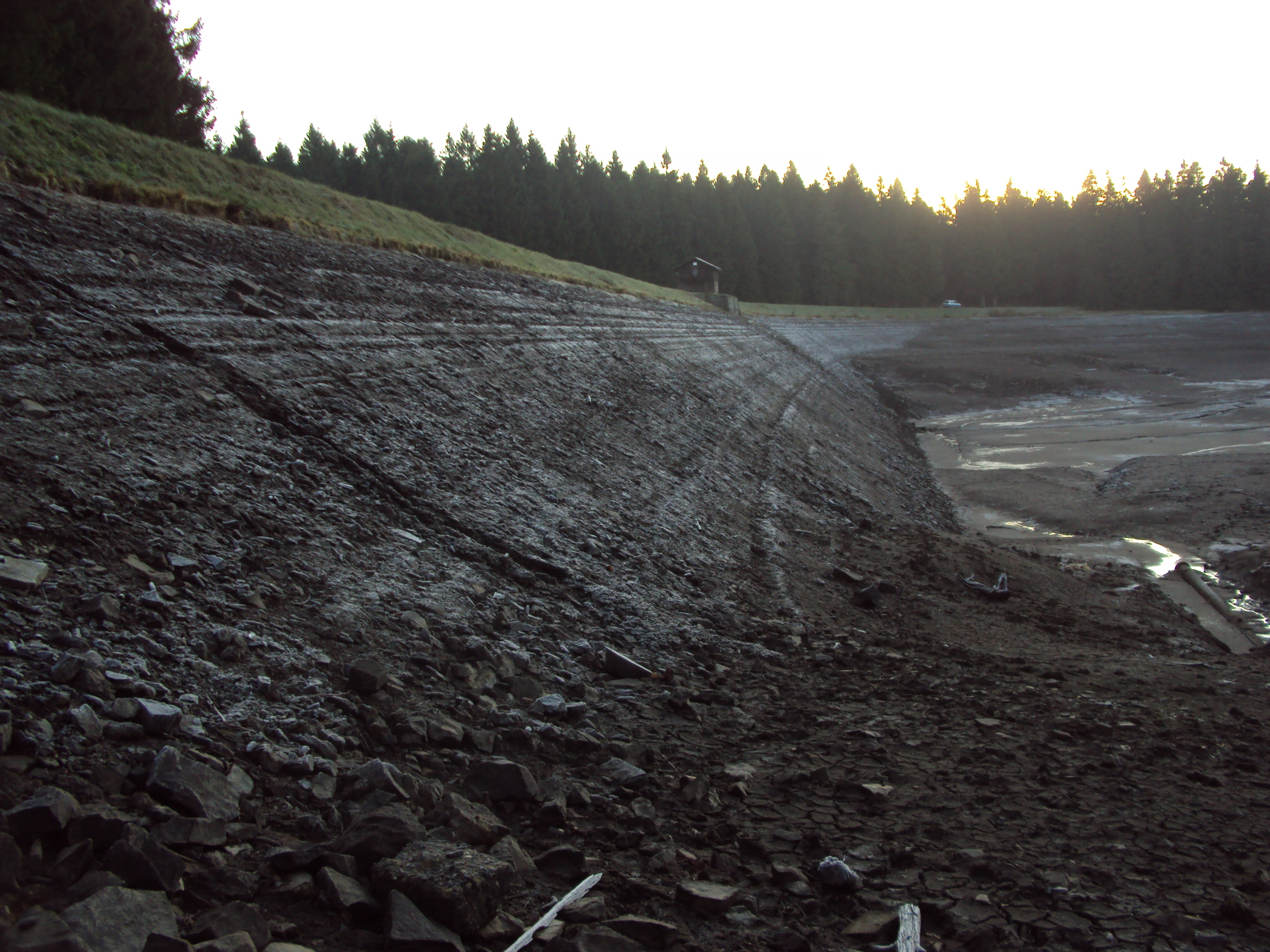
Damm des Fortuner Teiches bei Leerstand (2013)